# Stehnîkivți, raionul Ternopil, regiunea Ternopil
Stehnîkivți (în ucraineană Стегниківці) este o comună în raionul Ternopil, regiunea Ternopil, Ucraina, formată numai din satul de reședință.

## Demografie
Componența lingvistică a comunei Stehnîkivți
     Ucraineană (99,45%)
     Alte limbi (0,55%)
Conform recensământului din 2001, majoritatea populației comunei Stehnîkivți era vorbitoare de ucraineană (99,45%), existând în minoritate și vorbitori de alte limbi.